# Giannadream - Solo i sogni sono veri
Giannadream - Solo i sogni sono veri è un album di Gianna Nannini, uscito il 27 marzo 2009.

## Descrizione
È la prima pubblicazione sotto contratto della casa discografica Rca/Sony Music. Il 27 novembre, l'album viene ripubblicato in una nuova edizione, chiamata Giannadream + Extradream.
L'album, che contiene per la prima volta nella carriera di Gianna Nannini un duetto femminile, ha raggiunto la 2ª posizione nella Classifica Ufficiale FIMI, ed è stato certificato Disco di Platino per quattro volte grazie al notevole successo del singolo Salvami in duetto con la cantautrice Giorgia. L'album a fine novembre, è riuscito a tornare nella Top10, prolungando notevolmente la sua permanenza in classifica, per un totale di 60 settimane complessive.
Nell'autunno 2009, la Nannini ha intrapreso il Giannadream Tour per promuovere l'album; le tappe hanno toccato le principali città italiane e il tour è terminato il 19 e il 20 novembre, con una doppia data a Firenze.
I singoli estratti sono Attimo, entrato nella Top10, Maledetto ciao, Sogno e, in duetto con Giorgia, Salvami, che ha raggiunto la 1ª posizione della classifica FIMI, restando in vetta per tre settimane consecutive ed è stato anche il primo duetto femminile per Gianna Nannini.

## Tracce

### Edizione Standard
(Testi e musiche di Gianna Nannini, eccetto traccia 3, di Nannini e Isabella Santacroce)
1. Attimo – 4:39
2. Sogno – 4:28
3. Maledetto ciao – 3:39
4. Bambolina – 4:36
5. Sogno per vivere – 3:51
6. Siamo nella merda – 4:01 (con Fabri Fibra)
7. Scossa magica – 4:39
8. Le ragazze – 3:21
9. Ologramma – 4:04
10. Sogno per vivere (End) – 3:18

### CD bonus edizioneGiannadream + Extradream
1. Salvami (Nannini, Pacifico) – 3:32 (con Giorgia)
2. Please (Quei pomeriggi rubati al rock) – 3:48
3. Primadonna – 4:37 (live dall'Arena di Verona)
4. Aria – 3:47 (live dall'Arena di Verona)
5. Uò Uò – 3:31 (live dall'Arena di Verona)

## Formazione
- Gianna Nannini - voce, pianoforte, synth
- Davide Tagliapietra - chitarra
- Ani Martirosyan - pianoforte
- Antonello Ricci - chitarra
- Hans Maahn - basso
- Thomas Lang - batteria
- Will Malone - archi
- Coro Adusai - cori
- Coro Himba - cori

## Classifiche

### Classifiche settimanali
| Classifica (2009) | Posizione massima |
| ----------------- | ----------------- |
| Italia            | 2                 |
| Svizzera          | 28                |

### Classifiche di fine anno
| Classifica (2009) | Posizione |
| ----------------- | --------- |
| Italia            | 11        |
| Classifica (2010) | Posizione |
| Italia            | 43        |